# Distretto municipale di Berekum
Il distretto municipale di Berekum  (ufficialmente Berekum Municipal District, in inglese) era un distretto della regione di Brong-Ahafo del Ghana.
Nel 2018 è stato soppresso, il territorio, ora parte della Regione di Bono è stato suddiviso nei distretti di Berekum Est (capoluogo: Berekum) e Berekum Ovest (capoluogo: Jinijini).